# Hallertauer Hopfentour
Die Hallertauer Hopfentour ist ein ca. 170 km langer Fernradweg in Bayern durch das Hopfenanbaugebiet Hallertau.

## Verlauf
Der Rundweg verläuft durch die abwechslungsreichen Landschaften des mit Flusstälern durchzogenem tertiären Hügelland der Landkreise Kelheim, Pfaffenhofen an der Ilm, Freising und Landshut. Der Einstiegspunkt ist frei wählbar.
Die zentrale Nord-Süd-Achse bildet der Fernradweg München-Regensburg-Prag und der Abens-Radweg.
Über fünf Querverbindungen, sogenannten Spangen, kann die Hallertauer Hopfentour individuell geändert oder gekürzt werden.
- Hallertauer Hopfentour – Spange 1: Pattendorf – Dürnbucher Forst (Länge: 27 km; Höhenmeter: 250 m)[1]
- Hallertauer Hopfentour – Spange 2: Pfeffenhausen – Rottenegg (Länge: 25 km; Höhenmeter: 230 m)[2]
- Hallertauer Hopfentour – Spange 3: Rainertshausen – Hüll (Länge: 27 km; Höhenmeter: 123 m)[3]
- Hallertauer Hopfentour – Spange 4: Reichertshausen – Rudelzhausen (Länge: 7 km; Höhenmeter: 62 m)[4]
- Hallertauer Hopfentour – Spange 5: Wolnzach – Schweitenkirchen (Länge: 13 km; Höhenmeter: 118 m)[5]

## Sehenswürdigkeiten
- Abensberg: Kuchlbauer-Turm, Vogel- und Tierpark
- Au in der Hallertau: Schloss
- Bad Gögging: Limes-Therme, Römisches Museum für Kur- und Badewesen
- Biburg: Erlöserkapelle, Kloster Biburg
- Eining: Römerkastell, Seilfähre
- Geisenfeld: Hallertauer Hopfen- und Heimatmuseum, Sinnesgarten, Bewegungspark an der Ilm
- Haag an der Amper: Einer der größten Biergärten Deutschlands: Die Schlossallee
- Hörgertshausen: Heimatmuseum
- Ilmmünster: Basilika St. Arsatius
- Kelheim: Erlebnisbad Keldorado, Donauschifffahrt
- Koppenwall: Nebenkirche St. Korona
- Mainburg: Erlebnispfad Hopfen und Bier,[6] Heimat- und Hopfenmuseum[7]
- Manching: Kelten-Römer-Museum
- Mauern: Enghausener Kreuz
- Nandlstadt: Rathaus, Waldbad
- Niederhatzkofen: Schloss Niederhatzkofen, Rapsstadel
- Oberlauterbach: Wallfahrtskirche Zu unserer lieben Frau
- Oberrotterbach: Wallfahrtskirche St. Leonhard
- Wolnzach: Deutsches Hopfenmuseum

### Karten
- Radwanderkarte Hallertauer Hopfentour (Radweg Hallertauer Hopfentour. (PDF; 7,1 MB) Hopfenland Hallertau Tourimsmus e. V., 10. März 2023, abgerufen am 2. März 2025.)